# 585 г. пр.н.е.

## Събития

### В Азия

#### Във Вавилония
- Навуходоносор II (605 – 562 г. пр.н.е.) е цар на Вавилония.[1]

#### В Мала Азия
- 28 май – битката при река Халис между мидийците и лидийците се води без резултат, докато не е прекъсната от слънчево затъмнение (предсказано от Талес). Това природно явление се разтълкува като поличба и довежда до прекратяването на войната между двете сили, за което помага и дипломатическото посредничество на киликийски и вавилонски представители.[2]

#### В Мидия
- Скоро след сключването на мира мидийският цар Киаксар (625 – 585 г. пр.н.е.) умира и е наследен от сина си Астиаг (585/4 – 550/9 г. пр.н.е.), който е последен владетел на царството.[3]

### В Африка

#### В Египет
- Фараон на Египет e Априй (589 – 570 г. пр.н.е.).[4]

## Починали
- Киаксар, цар на Мидия